# Erzbistum Bertoua
Das Erzbistum Bertoua (lateinisch Archidioecesis Bertuana) ist eine in Kamerun gelegene römisch-katholische Erzdiözese mit Sitz in Bertoua.

## Geschichte
Das Erzbistum Bertoua wurde am 17. März 1983 durch Papst Johannes Paul II. mit der Apostolischen Konstitution Gravissimum officium aus Gebietsabtretungen des Bistums Doumé als Bistum Bertoua errichtet und dem Erzbistum Yaoundé als Suffraganbistum unterstellt. Das Bistum Bertoua gab am 20. Mai 1991 Teile seines Territoriums zur Gründung des Bistums Yokadouma ab. Eine weitere Gebietsabtretung erfolgte am 3. Februar 1994 zur Gründung des Bistums Batouri.
Am 11. November 1994 wurde das Bistum Bertoua durch Johannes Paul II. mit der Apostolischen Konstitution Pastorali quidem zum Erzbistum erhoben.
Im Jahr 2013 versetzte das Erzbistum Bertoua einen Priester wegen sexuellen Missbrauchs in den Laienstand. Später wurde dieser Priester im Erzbistum Köln tätig. Das Erzbistum wurde 2018 kirchen- und strafrechtlich gegen den Priester, der trotz Laisierung ein Empfehlungsschreiben von Bertouas Altbischof Roger Pirenne vorgelegt hatte, wegen Betrugs tätig.

## Ordinarien

### Bischöfe von Bertoua
- Lambertus Johannes van Heygen CSSp, 1983–1994

### Erzbischöfe von Bertoua
- Lambertus Johannes van Heygen CSSp, 1983–1999
- Roger Pirenne CICM, 1999–2009
- Joseph Atanga SJ, seit 2009